# Johann Rudolf Thurneysen

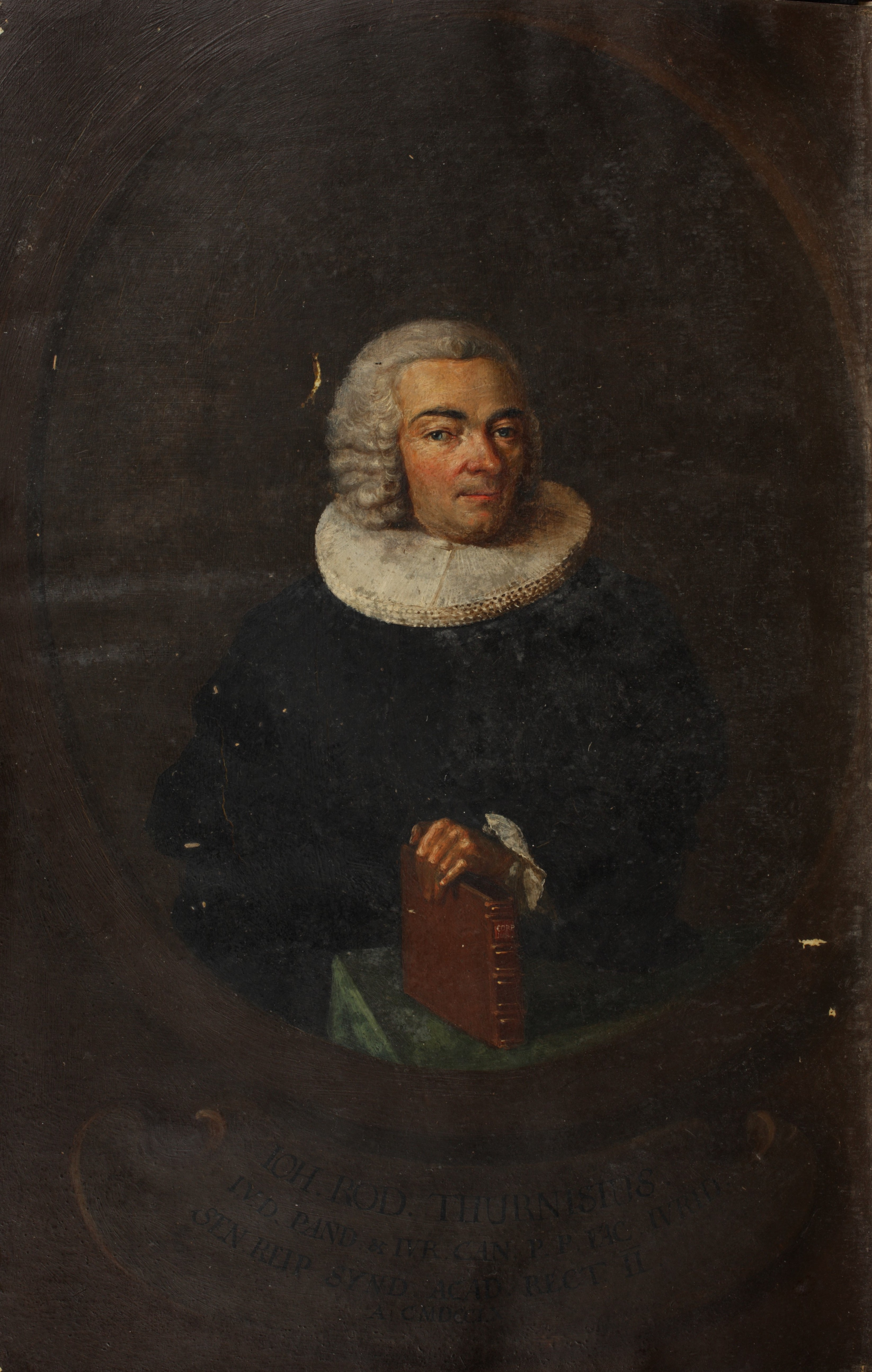
Johann Rudolf Thurneysen

Johann Rudolf Thurneysen (* 5. November 1716 in Basel; † 26. Februar 1774) war ein Schweizer Rechtswissenschaftler und Historiker.

## Leben
Der Sohn des Ratsherrn Jakob Thurneysen studierte Philosophie und Jurisprudenz an der Universität Basel. Am 31. Mai 1731 erlangte er den Grad eines Baccalaureus artium, am 28. Mai 1733 wurde er Magister artium. Am 13. Juli 1743 wurde er mit einer Dissertation über den unerlaubten Büchernachdruck zum Doktor beider Rechte promoviert. Er wurde 1744 Stadtkonsulent von Basel. Am 22. Dezember 1744 wurde Thurneysen zum Professor der Geschichte berufen. Am 2. Dezember 1746 wechselte er auf die Professur der Pandekten und des kanonischen Rechts. 1759/1760 war er Rektor der Universität Basel.

## Schriften
- Dissertatio Juridica Inauguralis De Recusione Librorum Furtiva Zu Teutsch Dem unerlaubten Bücher-Nachdruck.Thurneysen, Basel 1738 (Basel, Univ., Jur. Diss., 1738; Digitalisat).
- Der hohen Schule zu Basel Glücksäligkeiten und Vorzüge in dem Reiche der Gelehrsamkeit von dem Ende ihres zweyten bis zum Antritte ihres vierten Jahrhunderts den 15. Aprils MDCCLX. in einer Jubelrede vorgestellt. Thurneysen, Basel 1760 (Digitalisat).